# Płonina (przystanek kolejowy)
Płonina − nieczynny przystanek osobowy w Świdniku, w Polsce, w województwie dolnośląskim.
Do 1945 przystanek nosił nazwę Nimmersath, a krótko po wojnie Niemosyciec (w 1946 przejeżdżały tędy dwie pary pociągów z Marciszowa do Wojcieszowa Górnego). Administracyjnie znajduje się w północnej części wsi Świdnik, a więc w innym niż Płonina powiecie – kamiennogórskim. Przewozy są tu prowadzone od 1896. 1 października 1995 zlikwidowano ruch pasażerski, a wkrótce też towarowy, który jednak wznowiono w 2008 do kamieniołomów w Wojcieszowie Górnym. Przystanek posiadał dawniej mijankę, magazyn towarowy i toaletę, z których pozostał obecnie tylko budynek dworcowy (mieszkania).